# 埼玉県立飯能高等学校

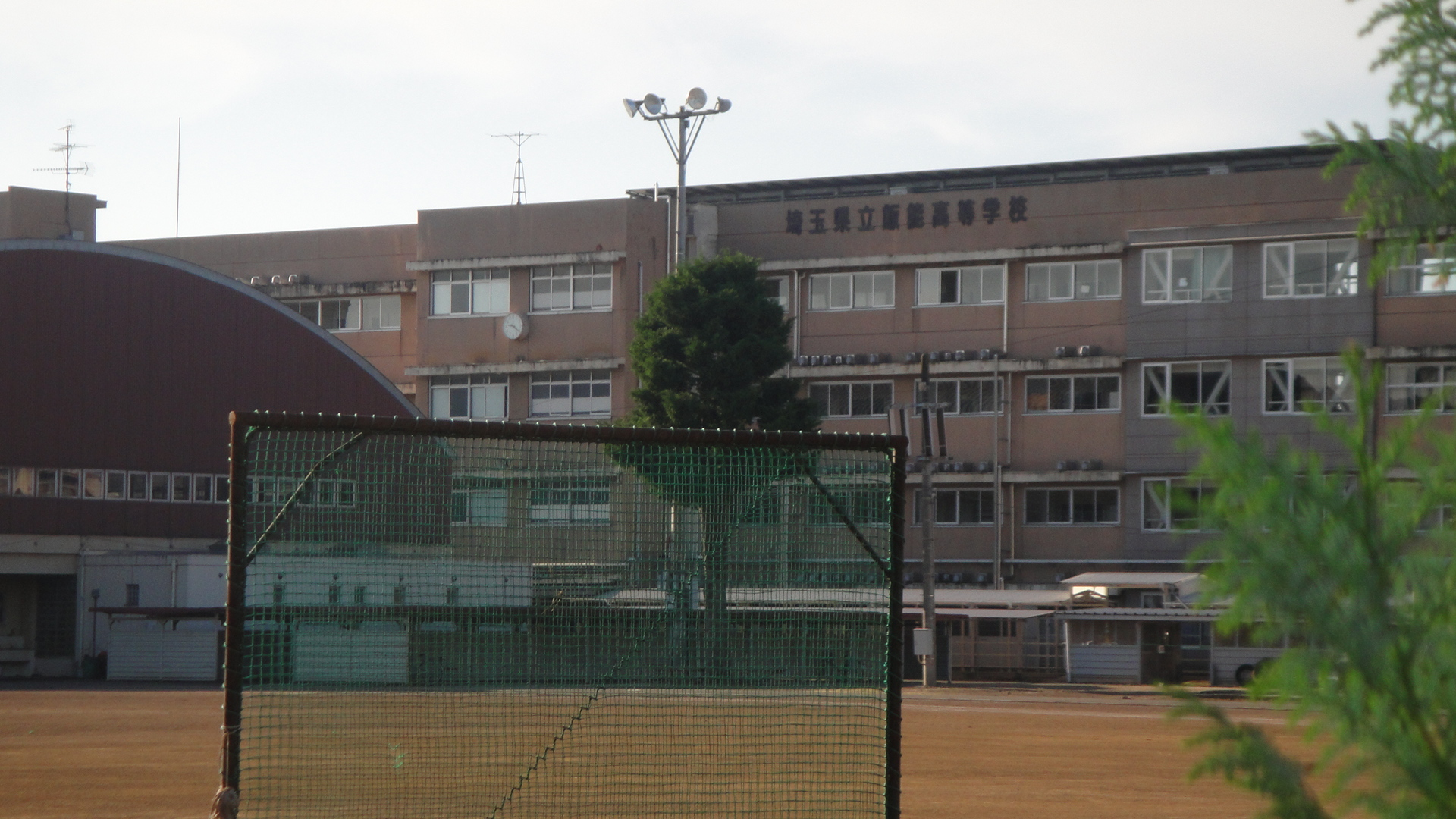
校庭側より

埼玉県立飯能高等学校（さいたまけんりつ はんのうこうとうがっこう）は、埼玉県飯能市本町にある男女共学の公立高等学校。略称は「飯高」（はんこう）。

## 教育組織
- 全日制
  - 普通科
- 定時制
  - 普通科

## 沿革
- 1922年 - 前身の組合立飯能実科高等女学校開校
- 1929年 - 校名を埼玉県飯能実科高等女学校に変更
- 1930年 - 埼玉県に移管。埼玉県立飯能高等女学校
- 1941年 - 校歌、校旗制定
- 1948年 - 新制高等学校設置認可　埼玉県立飯能女子高等学校
- 1948年 - 定時制設置
- 1949年 - 共学化に伴い校名を埼玉県立飯能高等学校に改称
- 2007年 - 駿河台大学と高大連携協定締結
- 2019年 - 6月19日に埼玉県教育委員会より発表された「魅力ある県立高校づくり方策案」において、飯能高等学校の新入生募集を2022年4月で終了し、2022年度末をもって飯能高等学校を閉校とし、2023年（令和5年）4月より飯能南高等学校と統合した上で新たな学校（設置場所は、飯能市本町17番13号（現在の飯能高等学校の場所）を設置することが決定。2021年度及び2022年度に飯能高等学校に入学した生徒は、2023年度から新校の生徒となる。ただし、旧飯能南高等学校に入学した生徒の授業等は、2024年度までの間、原則として飯能市大字阿須字上河原298番地の2（現在の飯能南高等学校の場所）で行う[1]。更に、統合後の校名も埼玉県立飯能高等学校とされ、そのため飯能高校側からみると統合とはいえ閉校せず実質的に吸収して存続しているようになる。

## 部活動
- 陸上競技部 - 中・長距離部門は川嶋伸次らを輩出している。全国高等学校駅伝競走大会に1969、1970、1990、1991年の4回出場している。鳩山高校と共に1990年代の2回の出場は強豪埼玉栄高校の牙城の綻びを縫う恰好での出場であった[2]。

## 図書館
「すみっコ図書館」という名称の学校図書館は、情報センター機能と居心地の良い場所との両立を目指す、2016年に着任した司書の湯川康宏によるユニークな取り組みで注目され、生徒の居場所としてたびたびメディアや、県議会で取り上げられたりしている。

## 著名な卒業生
- 松原誠 - 元プロ野球選手
- 小鷹卓也 - 元プロ野球選手
- 川嶋伸次 - マラソン選手
- 川俣しのぶ - 女優

## 交通
- 飯能駅北口より徒歩15分
- 東飯能駅西口より徒歩15分
- 飯能駅北口より国際興業バスにて「飯能高校前」下車